# Большой Мадмас
Большой Мадмас — река в России, протекает на северо-западе Удорского района Республики Коми. Правый приток реки Зырянская Ежуга.
Длина реки составляет 28 км.
Течёт по лесной болотистой местности. Генеральным направлением течения в верхнем и частично среднем течениях является северо-запад, далее— север. Крупнейший приток — Ягпомъёль.

## Данные водного реестра
По данным государственного водного реестра России относится к Двинско-Печорскому бассейновому округу, водохозяйственный участок реки — Мезень от истока до водомерного поста у деревни Малонисогорская. Речной бассейн реки — Мезень.
Код объекта в государственном водном реестре — 03030000112103000047993.